# Telescopi Isaac Newton
El Telescopi Isaac Newton o INT és un telescopi òptic de 2,5 m gestionat pel ING a l'Observatori del Roque de los Muchachos, La Palma, Canàries. Originalment estava situat al Castell de Herstmonceux, Sussex, a l'Observatori Real de Greenwich que tenia aquesta ubicació després d'haver-se traslladat des de Greenwich a causa de la contaminació lumínica.
Fou inaugurat en 1967 per la reina Isabel II d'Anglaterra. No obstant això, Herstmonceux té molt dolentes condicions climàtiques, pel que en 1981 el telescopi va ser traslladat a la Palma, on roman des de llavors. Actualment és usat amb la Wide Field Camera (WFC), un instrument de quatre CCD amb un camp de visió de 0,5 graus quadrats, que va ser afegit al telescopi en 1997. Altre instrument important disponible al principi era l'Espectògraf de Dispersió Intermèdia (IDS).
És un telescopi Cassegrain, amb un mirall principal de 2,54 m de diàmetre i una longitud focal de 7,5 m. El mirall pesa 4 361 kg i està situat sobre una muntura equatorial de tipus disc polar/ ganivet. En total, el telescopi pesa 90 tones. El focus principal f/3,29, quan s'usa amb la WFC permet un camp de visió de 40 minuts d'arc (uns 0,5 graus quadrats). Hi ha una segona estació focal, denominada f/15, de tipus Cassegrain, que posseïx un camp de visió de 20 minuts d'arc, i és el lloc on es muntava el IDS. La precisió del telescopi és de 5 segos d'arc, però un sistema sofisticat de autoguía, que segueix a una estrella, permet petites correccions en l'ajustament del telescopi, permetent-li tenir una precisió de guia de menys de 0,3 segons d'arc.